# Jules Hauc

a Compétitions nationales et continentales officielles uniquement.

b Matchs officiels uniquement.
Dernière mise à jour le 5 (6).
Jules Hauc, né le 20 mai 1905 à Maureilhan (Hérault) et mort le 8 décembre 1957 à Toulon, est un joueur de rugby à XV français. Il a joué en équipe de France et évoluait au poste de pilier ou troisième ligne centre au sein de l'effectif du Rugby club toulonnais (1,75 m pour 107 kg).

## Carrière

### En club
Formé dans le club de son village natal, l'A.S Maureilhan, puis passage à l'A.S Béziers avant d'émigrer :
- 1925-1939 : RC Toulon
- 1939-1945 : RC Toulon (comme entraîneur)

### En équipe nationale
Il a disputé son premier match avec l'équipe de France le 25 février 1928 contre l'équipe d'Angleterre, et son dernier le 28 avril 1929 contre l'équipe d'Allemagne.

## Palmarès

### En club
- Champion de France : 1931

### En équipe nationale
- 5 sélections en équipe de France entre 1928 et 1929 (2 essais)
- Sélections par année : 3 en 1928, 2 en 1929
- Tournois des Cinq Nations disputés : 1928, 1929